# Herz-9
Herz-9 (persan : حرز نهم) est un système de défense aérienne mobile iranien, construit dans le pays, développé et dévoilé en 2013.

## Développement
En mai 2013, le ministère de la Défense de la République islamique d'Iran a annoncé qu'il avait lancé la production en série d'un nouveau système de défense aérienne, appelé Herz-9.

## Description
Selon le ministre iranien de la Défense, le général de brigade Ahmad Vahidi, le Herz-9 "peut identifier et cibler des hélicoptères, des roquettes et des avions de combat ennemis à faible distance et à basse altitude d'environ 8 à 12 km". La multiplication des menaces aériennes à basse altitude en particulier les drones kamikazes ont poussé les iraniens a développé leur défense aérienne courte portée. Il a également déclaré que "ce système de défense aérienne mobile utilise le matériel informatique et les logiciels les plus avancés sur le plan technologique et le dernier système de navigation disponible aujourd'hui". Le Herz-9 serait une copie du système chinois HQ-7 qui est lui même une copie du système français Crotale, les iraniens ont acquis les systèmes chinois après la guerre Iran-Irak. Le Herz-9 utilise le radar "Sky guard" qui peut détecter des cibles à 20 km et suivre 12 cibles simultanément. Le Herz-9 est la dernière version du système iranien Ya Zahra, cette amélioration utilise les nouveaux missiles Shahab-e-Saqeb mais le nombre de missiles prêt à tirer passe de quatre à deux. Le système est capable de fonctionner par tout temps et à un mode jour/nuit.